# بيانات
المُعْطَيَات أو البيانات هي سلسلة غير مترابطة من الحقائق الموضوعية التي يمكن الحصول عليها عن طريق الملاحظة، أو عن طريق البحث والتسجيل.

## تعريف البيانات
وبشكل عام فالبيانات هي مجموعة من الحروف أوالكلمات أو الأرقام أو الرموز أو الصور (الخام) المتعلقة بموضوع معين . مثال على ذلك: بيانات الموظفين (الأسماء - الأرقام الوظيفية - المهن - الصور) بدون ترتيب، وينتج عن هذه البيانات بعد المعالجة ما يطلق عليه مصطلح معلومات.
كذلك ما يلتقطه قمر صناعي من صور هي بيانات يرسلها إلى الأرض في هيئة إشارات، تقوم اجهزة حاسوبية على الأرض بتجميع البيانات وتنشئ بعد معالجتها الصورة أو صوراً.

## تكوين البيانات
تتكون البيانات مجموعة من الأرقام أو الحروف أو الكلمات، وبعد معالجتها ببرامج حاسوبية خاصة نتحصل على المعلومة.
مثل المجهر الإلكتروني يقوم بتصوير الشيء المراد تصويره ويرسله إلى حاسوب في هيئة إشارات كهربية (بيانات) ، فيحسبها الحاسوب وينظمها بواسطة برمجية معينة وينتج منها صورة تظهر على شاشة العرض، وتكون تلك هي المعلومة أو المعلومات.
مثال آخر:
طالب في جامعة معينة له مجموعة من الدرجات أو العلامات (البيانات) ، و بواسطة أحد البرامج أو التطبيقات تتم معالجة هذه العلامات بعملية رياضية معينة لينتج في النهاية المعدل العام للطالب وهي المعلومة المراد إنتاجها بعد عملية معالجة البيانات

## المصدر الأساسي للبيانات
- مصدر الإنسان
- مصدر الخارجي

تقديرات منتطرة اجرتها الأمم المتحدة لزيادة تعداد سكان الأرض، بحسب القارات. البيانات حتى 2010 ناتجة من الإحصاء، أما بعد 2010 فهي تقديرات.

يمكن القول أن المصدر الأساسي للبيانات هو الإنسان الذي يقوم بتجميع البيانات من خلال مشاهدته ولملاحظاته و التجربة على الواقع المحيط به سواء الاجتماعي أو الطبيعي أو الاقتصادي . يمكن تمثيل تلك البيانات في رسوم بيانية، مثل تغير عدد السكان خلال العشرين سنة الماضية، أو في رسم بياني آخر: تعيين عدد السكان تحت سن 15 سنة و بين سن 16 - 26 سنة، وبين 27 - 65 سنة، وعدد السكان فوق 66 سنة .
في المجال الإداري يمكن أن يكون مصدر داخلي أو خارجي . فمصدر البيانات الداخلي هو البيانات المتجمعة من الإدارات المختلفة والأقسام مثل الفواتير وأوامر الشراء والشيكات الواردة والصادرة وأرقام المبيعات وغيرها، وهذه البيانات تدون على شكل تقديم الحسابات أو تقارير .
بينما يقصد بالبيانات التي تأتي من مصادر خارجية هي تلك البيانات التي تأتي من الزبائن والموردين ومن مختلف المنظمات ذات العلاقة مع المؤسسة، و تقديرات مصلحة الضرائب، وغيرها.

## تحويل البيانات
لتحويل البيانات إلى معلومات يتطلب ذلك معالجة البيانات وذلك عن طريق الحصول عليها وتسجيلها ثم مراجعتها والتأكد من مطابقتها مع المصادر ثم تصنيفها إلى مجموعات أو فئات متجانسة 0 وفقا لمعيار معين وهناك العديد من المعايير يمكن استخدامها مثل تصنيف المستهلكين بحسب منطقة جغرافية أو إقليمية معينة ويجري التصنيف عادة على أساس نظام ترميز Coding system قد يكون رقميا أو حرفيا أو باستخدام النوعين معا بحسب نوعية البيانات ثم يتم ترتيب البيانات بطريقة معينة تتفق والكيفية التي تستخدم بها تلك البيانات ثم يتم دمج مجموعة من عناصر البيانات وجمعها لكي تتوافق مع احتياجات مستخدميها ثم يتم استخدام العمليات الحسابية والمنطقية لتقديم بيانات جديدة ومفيدة للمستخدم وبعد ذلك يتم حفظ البيانات إلى وقت الحاجة إليها وتؤثر الوسيلة المستخدمة في حفظ البيانات على طريقة استرجاعها وكفاءة الاسترجاع ثم يتم بعد ذلك تقديم البيانات بشكل يمكن أن يفهمها ويستخدمها من يطلبها وقد يتم تقديمها على شكل تقرير مكتوب أو على شكل رسومات بيانية أو هندسية أو يتم عرضها على شاشة الحاسوب مباشرة.